# Кара-Булак (Алайский район)
Кара-Булак (кирг. Кара-Булак) — село в Алайском районе Ошской области Кыргызстана. Входит в состав Гульчинского айылного аймака.

## География
Село расположено в южной части области, на берегах реки Кара-Булак (бассейн реки Куршаб), на расстоянии приблизительно 5 километров (по прямой) к юго-юго-западу от села Гульча, административного центра района.

## Население
Согласно оценочным данным Национального статистического комитета Кыргызской Республики, численность населения села на начало 2023 года составляла 374 человека.
| год     | 2009 | 2014 | 2015 | 2020 | 2021 | 2023 |
| ------- | ---- | ---- | ---- | ---- | ---- | ---- |
| человек | 290  | 482  | 491  | 367  | 399  | 374  |